# Richard Street
Richard Allen Street (n. 5 octombrie 1942, Detroit, Michigan - d. 27 februarie 2013, Las Vegas, Nevada) a fost un cântăreț american de muzică soul și R&B, cel mai cunoscut ca membru al trupei The Temptations din 1971 până în 1993. Street a fost primul membru al formației care era originar chiar din Detroit; toți ceilalți membrii care activaseră în grup fuseseră născuți și crescuți, cel puțin parțial, în sudul Statelor Unite.
A murit pe 27 februarie 2013 de embolie pulmonară, la doar 9 zile de la trecerea în neființă a altui fost membru al trupei The Temptations, Damon Harris.
1. 1 2  Richard Allen Street, Find a Grave, accesat în 9 octombrie 2017
2. ↑  Michigan Chronicle - Motown great Richard Street dead at 70 (în engleză)